# غالب دهلوی
میرزا اسدالله بیگ خان، مشهور به میرزا غالب یا غالِب دِهلَوی از شاعران و نویسندگان پارسی‌گوی و اردونویس سدهٔ سیزدهم هجری در شبه‌قاره هند بود.
نیاکان غالب از مرزبان‌زادگان ترک و کشاورزان سمرقند بودند که بعداً به هندوستان آمدند. غالب در چامه سرودن پیرو سبک هندی و مکتب وقوع بود. او در نوشته‌های خود از واژه‌های فارسی سره و همچنین واژه‌های دساتیری نیز استفاده می‌نمود. ادب و فلسفه و عرفان موضوعات بیشتر نوشته‌های غالب را تشکیل می‌دهند.

## آثار

### فارسی
- کلیات غالب فارسی
- پنج‌آهنگ
- مهر نیمروز
- دستنبو
- قاطع برهان یا درفش کاویانی
- تاریخ شهریاران تیموری
- سبدچین
- مأثر غالب
- متفرقات غالب
- رسالهٔ فن بانگ

### اردو
- دیوان اردو
- گل رعنا (آمیخته با نظم فارسی)
- منظومه قادرنامه
- بیاض غالب
- مکاتیب غالب (شامل ۵ نامه فارسی و ۱۱۲ نامه اردو نوشته غالب)
- نادرات غالب
- نادر خطوط غالب
- انتخاب غالب

## نمونه نثر
- از آغاز کتاب مهر نیمروز:
- خودستایی فروهلم و بند پندار بگسلم.
- آوخ از آن روزگار که از خوی، به ناسازی و از کار، به بازی سپری شد، و داد از آن بیداد که در ورزش، افزونی خشم و کام، بر روان و هوش رفت.
- از کارفرمایی این نگارش سپاس پذیرم که به پرداختن این نمط، که خود را چون سایه با زمین هموار ساخته‌ام تا پرداخته‌ام - و به انگیختن این نقش - که چشم و دل و نگاه و نفس با هم آمیخته‌ام تا انگیخته‌ام، دست از کارهای دگر کوتاه است و دل از اندیشه‌های دگر برکنار.
- نامه‌نگار که از کردارگذاری به گفتن درد دل روی آورده‌بود، باز به پای سخنی می‌آید، جاده‌ای که نشان داده‌اند می‌پیماید: نگرندگان، همه‌تن چشم باشند و شنوندگان، سراپا گوش.[۲]

## علاقه به نجف
غالب شیعه دوازده امامی بود و مثل اکثر شاعران هندی یا مهاجر به هند، مانند عرفی، صائب، کلیم و… شیفته نجف اشرف بود. وی در شعری می‌گوید: «در نجف مردن خوش است و در صفاهان زیستن»

## نمونه شعر
جان بر نتابد ای دل هنگامه ستم را // از سینه ریز بیرون مانند تیغ دم را
کاشانه گشت ویران، ویرانه دلگشاتر // دیوار و در نسازد زندانیان غم را